# Fachberater für Servicemanagement
Der Berufsspezialist als Fachberater für Servicemanagement ist eine Aufstiegsfortbildung der Dienstleistungsbranche, die mit einer Prüfung vor einer Industrie- und Handelskammer abschließt. Der Fachberater wird von den DQR-Gremien (Deutscher Qualifikationsrahmen) auf das DQR-Niveau 5 eingestuft. Die Industrie- und Handelskammern in Frankfurt am Main, in München und in Fulda bieten zweimal pro Jahr die Fortbildungsprüfung zum Fachberater für Servicemanagement an. Fachberater für Servicemanagement (IHK) sind vor allem in kunden- und serviceorientierten Unternehmen unterschiedlicher Größe und Rechtsform beschäftigt. Diese Fachberater können z. B. in den Branchen Bahn, Luftverkehr, Veranstaltungswirtschaft, in den Bereichen Schutz und Sicherheit sowie auch im Hotel- und Gastgewerbe aktiv sein. Dienstleistungen können vom Fachberater für Servicemanagement vorbereitet und durchgeführt werden – unter Berücksichtigung betriebswirtschaftlicher und rechtlicher Rahmenbedingungen sowie unter Einhaltung sicherheitsrelevanter Aspekte. In diesem Zusammenhang und darüber hinausgehend können auch Projektgruppen angeleitet werden.

## Grundlagen
Der Abschluss Berufsspezialist als Fachberater für Servicemanagement ist auf die anspruchsvolle Interaktion mit Kunden in der Dienstleistung ausgelegt. Der von der DIHK veröffentlichte Rahmenlehrplan aus dem Jahr 2024 beinhaltet einen Umfang von 450 Unterrichtsstunden. Die Berufsbildungsausschüsse der Industrie- und Handelskammer legen die Regelungen zur Prüfungszulassung und zur Prüfung selbstständig fest. Die schriftliche Prüfung wird an zwei Prüfungstagen abgelegt. Die mündliche Prüfung folgt an einem weiteren Tag.

## Inhalte der Prüfung
Die schriftlichen Klausurprüfungen setzen sich zusammen aus vier Fächern:
1. Betriebswirtschaftliches Handeln (90 Minuten)
2. Kommunikation und Konfliktmanagement (120 Minuten)
3. Organisieren und Führen (90 Minuten)
4. Servicemanagement (150 Minuten)

In allen vier Prüfungen werden jeweils 100 Punkte vergeben. Der Schwierigkeitsgrad ergibt sich aus dem Tiefgang der Aufgaben, für die je nach Prüfung mehr oder weniger Zeit zur Verfügung steht.
Weiterhin wird in einer mündlichen Prüfung nach erfolgreichem Bestehen der schriftlichen Prüfungen das Fach
- Servicemanagement (60 Minuten)

in einem situationsbezogenen Gespräch (30 Minuten Vorbereitungszeit und 30 Minuten Fachgespräch) abgeprüft.

## Zulassungsvoraussetzungen
Die Zulassungsvoraussetzungen zur Fortbildungsprüfung können über drei verschiedene Wege erfüllt werden:
1. Abschluss in einem „anerkannten dienstleistungs- oder service-spezifischen Ausbildungsberuf“ und anschließend mindestens ein halbes Jahr Praxiserfahrung
2. Abschluss in einem „anderen anerkannten Ausbildungsberuf“ oder eines Studiums und anschließend mindestens ein Jahr Praxiserfahrung
3. Kein von der IHK anerkannter Abschluss, jedoch mindestens vier Jahre Praxiserfahrung

Die gesammelte Praxiserfahrung muss „inhaltlich wesentliche Bezüge“ zu den Aufgaben haben, welche die Rechtsvorschrift beschreibt.